# Ševrljuge
Ševrljuge (Servisch cyrillisch Шеврљуге) is een plaats in de Servische gemeente Kosjerić. De plaats telt 334 inwoners (2002).